# La Rose rouge (film, 1973)
Pour les articles homonymes, voir La Rose rouge.
Pour plus de détails, voir Fiche technique et Distribution.
La Rose rouge (La rosa rossa) est un film italien réalisé par Franco Giraldi et sorti en 1973.

## Synopsis
Paolo est un vieux général de l'armée austro-hongroise. Après la fin de la Première Guerre mondiale, il revient au pays, en Italie, dans un petit bourg de la province d'Istrie. Il retrouve là son cousin Piero, son épouse Inès et la vieille domestique Basilia. Les souvenirs se croisent avec le rythme lent de la vie. Entre autres, Paolo se demande qui a jamais pu lui laisser une rose rouge... serait-ce Basilia ? Avec ce parcours qui mène vers la mort de Paolo, se croise le parcours de vie de la jeune servante Rosa, qui devient amoureuse du médecin.

## Fiche technique
- Titre : La Rose rouge
- Titre original : La rosa rossa
- Réalisation : Franco Giraldi
- Scénario : Dante Guardamagna, d'après le roman La rosa rossa de Pier Antonio Quarantotti Gambini
- Décors : Niko Matul
- Musique : Luis Bacalov
- Production : Jadran Film - Produzione CEP - Produzioni Cinematografiche C.E.P. S.r.l. - Radiotelevisione Italiana
- Pays :  Italie
- Durée : 98 minutes
- Dates de sortie : 1973

## Distribution
- Alain Cuny : Paolo[1]
- Antonio Battistella
- Elisa Cegani
- Margherita Sala
- Giampiero Albertini
- Susanna Martinková : Rosa, jeune servante[1]